# Tashreeq Matthews
Tashreeq Matthews (Città del Capo, 12 settembre 2000) è un calciatore sudafricano, centrocampista o attaccante del Mamelodi Sundowns.

## Caratteristiche tecniche
È un esterno sinistro.

## Carriera

### Club
Cresciuto nel settore giovanile del Ajax Cape Town, nel novembre 2018 viene acquistato dal Borussia Dortmund che lo aggrega alla propria formazione Under-19. Il 7 gennaio 2019 viene ceduto in prestito all'Utrecht fino al termine della stagione dove gioca nella squadra B impiegata in Eerste Divisie; fa il suo esordio fra i professionisti il 28 gennaio contro l'RKC Waalwijk.
Il 13 agosto seguente passa in prestito all'Helsingborg dove però fatica a trovare spazio in prima squadra giocando solamente due incontri; il 17 gennaio 2020 viene ceduto a titolo definitivo al Varberg. Dopo una prima stagione da una rete e 3 assist in 18 presenze, nel suo secondo anno in neroverde incrementa la propria produzione offensiva mettendo a segno 5 reti e 5 assist, contribuendo al raggiungimento della salvezza. Rimasto in squadra nonostante alcune trattative di mercato, ha una prima parte di stagione 2022 caratterizzata da alcuni problemi fisici, quindi nella finestra estiva di mercato rescinde con il Varberg per passare ad un'altra squadra di Allsvenskan quale il Sirius.
Con la squadra nerazzurra termina la rimanente parte dell'Allsvenskan 2022 mettendo a segno un gol in 12 partite, mentre nell'edizione successiva del torneo aumenta notevolmente la propria produzione offensiva con 9 gol e 10 assist in 30 gare che hanno aiutato il Sirius a centrare la salvezza.
La sua parentesi svedese dura complessivamente circa quattro anni e mezzo poiché nel gennaio 2024 il Sirius lo cede ai sudafricani del Mamelodi Sundowns, con cui Matthews torna di fatto a giocare in patria.

### Nazionale
Ha giocato nella nazionale sudafricana Under-20.

## Statistiche
Statistiche aggiornate al 12 maggio 2021.

### Presenze e reti nei club
| Stagione        | Squadra         | Campionato      | Campionato | Campionato | Coppe nazionali | Coppe nazionali | Coppe nazionali | Coppe continentali | Coppe continentali | Coppe continentali | Altre coppe | Altre coppe | Altre coppe | Totale | Totale | Totale |
| Stagione        | Squadra         | Comp            | Pres       | Reti       | Comp            | Pres            | Reti            | Comp               | Pres               | Reti               | Comp        | Pres        | Reti        | Pres   | Reti   |        |
| --------------- | --------------- | --------------- | ---------- | ---------- | --------------- | --------------- | --------------- | ------------------ | ------------------ | ------------------ | ----------- | ----------- | ----------- | ------ | ------ | ------ |
| 2018-2019       | Jong Utrecht    | 1D              | 4          | 0          |                 | -               | -               |                    | -                  | -                  |             | -           | -           | 4      | 0      |        |
| 2019            | Helsingborg     | A               | 2          | 0          | CS              | 0               | 0               |                    | -                  | -                  |             | -           | -           | 2      | 0      |        |
| 2020            | Varberg         | A               | 18         | 1          | CS+CS           | 3+1             | 1+0             |                    | -                  | -                  |             | -           | -           | 22     | 2      |        |
| 2021            | Varberg         | A               | 5          | 0          | CS              | 0               | 0               |                    | -                  | -                  |             | -           | -           | 5      | 0      |        |
| Totale carriera | Totale carriera | Totale carriera | 29         | 1          |                 | 4               | 1               |                    | -                  | -                  |             | -           | -           | 33     | 2      |        |

## Palmarès

### Club

#### Competizioni nazionali
- Campionato sudafricano: 2

Mamelodi Sundowns: 2023-2024, 2024-2025